# Punta Casamayor
Punta Casamayor är en udde i Argentina.   Den ligger i provinsen Santa Cruz, i den södra delen av landet, 1 500 km sydväst om huvudstaden Buenos Aires.
Terrängen inåt land är platt åt sydväst, men söderut är den kuperad. Havet är nära Punta Casamayor åt nordost. Trakten är glest befolkad. Det finns inga samhällen i närheten.